# Miklos Bokor
Pour les articles homonymes, voir Bokor (homonymie).
Miklos Bokor  est un peintre français d'origine hongroise né à Budapest le 2 mars 1927 et mort à Paris le 18 mars 2019.

## Biographie
Miklos Bokor est déporté avec toute sa famille en 1944 dans le camp d'extermination d'Auschwitz où meurt sa mère, puis transféré à Buchenwald, Rhemsdorf, Tröglitz et Kleinau avec son père qui disparaît à Bergen-Belsen. Libéré en 1945 à Theresienstadt, il est rapatrié par la Croix Rouge à Budapest puis est soigné en 1946 et 1947 dans plusieurs hôpitaux. Il réalise sa première exposition particulière à Budapest en 1953.
Après un voyage aux Pays-Bas à l'occasion d'une exposition Rembrandt, Miklos Bokor séjourne à Paris en 1956 puis en 1957 et 1958. Après la mort de son fils, il s'installe définitivement en France en 1960. À la galerie Janine Hoa qui présente en 1962 sa peinture, il se lie avec les poètes Yves Bonnefoy et André du Bouchet qui par la suite préfacent régulièrement ses expositions. En 1963, il effectue un premier séjour à Floirac (Lot) et obtient en 1965 la nationalité française. Boursier de la "Memorial Foundation for Jewish Culture" de New York en 1965-1966 puis en 1977, il séjourne dans le cadre des échanges universitaires à Berlin-Ouest en 1974-1975 et effectue des voyages en Israël en 1980-1982.

## Illustration
- Yves Bonnefoy, La Vie errante (poèmes), lithographies de Miklos Bokor, Éditions Maeght, Paris, 1992